# Чемпионат Армении по фигурному катанию
Чемпионат Армении по фигурному катанию — ежегодное соревнование по фигурному катанию среди фигуристов Армении. Спортсмены соревнуются в мужском и женском одиночном катании, парном катании и танцах на льду.

## Медалисты

### Мужчины
| Год       | Место проведения        | Золото                  | Серебро                   | Бронза                    |                           |                           |
| 2003      |                         | Арамаис Григорян        | Гегам Варданян            | Ваге Газарян              |                           |                           |
| 2004      |                         | Арамаис Григорян        | Гегам Варданян            | Ваге Газарян              |                           |                           |
| 2005      |                         | Гегам Варданян          | Ованес Мкртчян            | Саркис Айрапетян          |                           |                           |
| 2006—2010 | Чемпионат не проводился | Чемпионат не проводился | Чемпионат не проводился   | Чемпионат не проводился   |                           |                           |
| 2011      |                         | Славик Айрапетян        | Саркис Айрапетян          | Денис Неробеев            |                           |                           |
| 2012—2014 | Чемпионат не проводился | Чемпионат не проводился | Чемпионат не проводился   | Чемпионат не проводился   |                           |                           |
| 2015      |                         | Славик Айрапетян        |                           |                           |                           |                           |
| 2016      |                         | Славик Айрапетян        | Не было других участников | Не было других участников | Не было других участников | Не было других участников |
| 2017      |                         | Славик Айрапетян        | Константин Милюков        | Алекс Исраэлян            |                           |                           |
| 2019      |                         | Славик Айрапетян        |                           |                           |                           |                           |

### Женщины
| Год       | Место проведения        | Золото                  | Серебро                   | Бронза                    |                           |                           |
| 2003      |                         | Маргарита Саакян        | Ирина Франгулян           | Ани Варданян              |                           |                           |
| 2004      |                         | Маргарита Саакян        | Ирина Франгулян           | Ани Варданян              |                           |                           |
| 2005      |                         | Армине Стамболцян       | Ани Варданян              | Маргарита Саакян          |                           |                           |
| 2006—2010 | Чемпионат не проводился | Чемпионат не проводился | Чемпионат не проводился   | Чемпионат не проводился   |                           |                           |
| 2011      |                         | Марта Григорян          | Армине Мкртчян            | Римма Енокян              |                           |                           |
| 2012—2014 | Чемпионат не проводился | Чемпионат не проводился | Чемпионат не проводился   | Чемпионат не проводился   |                           |                           |
| 2015      |                         | Анастасия Галустян      | Римма Енокян              | Аршалыс Аветизян          |                           |                           |
| 2016      |                         | Анастасия Галустян      | Не было других участников | Не было других участников | Не было других участников | Не было других участников |
| 2017      |                         | Анастасия Галустян      | Элен Акобян               | Зарухи Ташхаян            |                           |                           |

### Пары
| Медалисты в парном катании | Медалисты в парном катании | Медалисты в парном катании                | Медалисты в парном катании                | Медалисты в парном катании                |
| -------------------------- | -------------------------- | ----------------------------------------- | ----------------------------------------- | ----------------------------------------- |
| Год                        | Место проведения           | Золото                                    | Серебро                                   | Бронза                                    |
| 2003                       |                            | Мария Красильцева / Артём Значков         | Гоар Асланян / Вардан Сахатчян            | Других участников не было                 |
| 2004                       |                            | Мария Красильцева / Артём Значков         | Гоар Асланян / Вардан Сахатчян            | Других участников не было                 |
| 2005                       |                            | Лана Есаян / Вардан Сахатчян              | Рипсиме Балян / Левон Хачатрян            | Других участников не было                 |
| 2006—2010                  | Чемпионат не проводился    | Чемпионат не проводился                   | Чемпионат не проводился                   | Чемпионат не проводился                   |
| 2011                       |                            | Не было соревнований среди спортивных пар | Не было соревнований среди спортивных пар | Не было соревнований среди спортивных пар |
| 2012—2014                  | Чемпионат не проводился    | Чемпионат не проводился                   | Чемпионат не проводился                   | Чемпионат не проводился                   |
| 2015—2017                  |                            | Не было соревнований среди спортивных пар | Не было соревнований среди спортивных пар | Не было соревнований среди спортивных пар |

### Танцы
| Медалисты в танцах на льду | Медалисты в танцах на льду | Медалисты в танцах на льду                     | Медалисты в танцах на льду                     | Медалисты в танцах на льду                     |
| -------------------------- | -------------------------- | ---------------------------------------------- | ---------------------------------------------- | ---------------------------------------------- |
| Год                        | Место проведения           | Золото                                         | Серебро                                        | Бронза                                         |
| 2003                       |                            | Анастасия Гребёнкина / Вазген Азроян           | Мария Гахраманян / Гегам Аветисян              | Других участников не было                      |
| 2004                       |                            | Анастасия Гребёнкина / Вазген Азроян           | Мария Гахраманян / Гегам Аветисян              | Лусине Арутюнян / Аршак Петросян               |
| 2005                       |                            | Анастасия Гребёнкина / Вазген Азроян           | Эвелин Багалян / Дмитрий Скакун                | Лиан Газарян / Давид Аветисян                  |
| 2006—2010                  | Чемпионат не проводился    | Чемпионат не проводился                        | Чемпионат не проводился                        | Чемпионат не проводился                        |
| 2011                       |                            | Не было соревнований среди танцевальных дуэтов | Не было соревнований среди танцевальных дуэтов | Не было соревнований среди танцевальных дуэтов |
| 2012—2014                  | Чемпионат не проводился    | Чемпионат не проводился                        | Чемпионат не проводился                        | Чемпионат не проводился                        |
| 2015                       |                            | Тина Гарабедян / Симон Прул-Сенекал            | Анна Галстян / Нарек Барсегян                  | Татевик Газарян / Давид Арутюнян               |
| 2016                       |                            | Тина Гарабедян / Симон Прул-Сенекал            | Других участников не было                      | Других участников не было                      |
| 2017                       |                            | Тина Гарабедян / Симон Прул-Сенекал            | Других участников не было                      | Других участников не было                      |